# Sveriges bostadsminister
Bostadsminister är den allmänna beteckningen i Sverige på det statsråd som arbetar med bostadspolitik. Bostadsministern är sedan 2022 ett statsråd i Landsbygds- och infrastrukturdepartementet.

## Befattningshistoria
Bostadsministern var tidigare chef för Bostadsdepartementet, som fanns 1974–1991. Därefter har ministerposten flyttats mellan olika departement.
Bostadsfrågorna tillhörde från den 1 januari 2015 Näringsdepartementet. Frågorna flyttades i och med bildandet av regeringen Löfven II 2019 till Finansdepartementet och statsrådet Per Bolund, men 2021 skedde en regeringsombildning där frågorna flyttades till Arbetsmarknadsdepartementet och statsrådet Märta Stenevi. När den borgerliga regeringen Kristersson tillträdde 2022 flyttades frågorna till Landsbygds- och infrastrukturdepartementet. Kristdemokraten Andreas Carlsson utsågs till bostadsminister, samtidigt som han också blev infrastrukturminister.
Hans Gustafsson (S) är den person som innehaft ämbetet längst tid – 5 år och 362 dagar.

## Lista över Sveriges bostadsministrar
| Statsråd och chefer för bostadsdepartementet 1974–91                               |                           |      |                  |                  |                    |                        |                                            |      |                                    |        |
| Namn (Född-Död)                                                                    | Namn (Född-Död)           | Bild | Ämbetsperiod     | Ämbetsperiod     | Ämbetsperiod       | Politiskt tillhörighet | Departement                                | Val  | Regering                           | Källor |
| Namn (Född-Död)                                                                    | Namn (Född-Död)           | Bild | Tillträde        | Frånträde        | Varaktighet        | Politiskt tillhörighet | Departement                                | Val  | Regering                           | Källor |
|                                                                                    | Ingvar Carlsson (1934-)   |      | 1 januari 1974   | 8 oktober 1976   | 2 år och 281 dagar | Socialdemokraterna     | Bostadsdepartementet                       | 1973 | Palme I S                          |        |
|                                                                                    | Elvy Olsson (1923-2022)   |      | 8 oktober 1976   | 18 oktober 1978  | 2 år och 10 dagar  | Centerpartiet          | Bostadsdepartementet                       | 1976 | Fälldin I C – M – FP               |        |
|                                                                                    | Birgit Friggebo (1941-)   |      | 18 oktober 1978  | 8 oktober 1982   | 3 år och 355 dagar | Folkpartiet            | Bostadsdepartementet                       | 1976 | Ullsten FP                         |        |
| Fälldin II C – M – FP                                                              | Birgit Friggebo (1941-)   |      | 18 oktober 1978  | 8 oktober 1982   | 3 år och 355 dagar | Folkpartiet            | Bostadsdepartementet                       | 1976 |                                    |        |
| Fälldin III C – FP                                                                 | Birgit Friggebo (1941-)   |      | 18 oktober 1978  | 8 oktober 1982   | 3 år och 355 dagar | Folkpartiet            | Bostadsdepartementet                       | 1976 |                                    |        |
|                                                                                    | Hans Gustafsson (1923-98) |      | 8 oktober 1982   | 4 oktober 1988   | 5 år och 362 dagar | Socialdemokraterna     | Bostadsdepartementet                       | 1982 | Palme II S                         |        |
| Carlsson I S                                                                       | Hans Gustafsson (1923-98) |      | 8 oktober 1982   | 4 oktober 1988   | 5 år och 362 dagar | Socialdemokraterna     | Bostadsdepartementet                       | 1982 |                                    |        |
|                                                                                    | Ulf Lönnqvist (1936-2022) |      | 4 oktober 1988   | 4 oktober 1991   | 3 år och 0 dagar   | Socialdemokraterna     | Bostadsdepartementet                       | 1988 | Carlsson I S                       |        |
| Carlsson II S                                                                      | Ulf Lönnqvist (1936-2022) |      | 4 oktober 1988   | 4 oktober 1991   | 3 år och 0 dagar   | Socialdemokraterna     | Bostadsdepartementet                       | 1988 |                                    |        |
|                                                                                    | Birgit Friggebo (1941-)   |      | 4 oktober 1991   | 31 december 1991 | 0 år och 88 dagar  | Folkpartiet            | Bostadsdepartementet                       | 1991 | Carl Bildt M – C – FP – KD         |        |
| Statsråd med ansvar för bostadsfrågor efter bostadsdepartementets upphörande 1994– |                           |      |                  |                  |                    |                        |                                            |      |                                    |        |
| Namn (Född-Död)                                                                    | Namn (Född-Död)           | Bild | Ämbetsperiod     | Ämbetsperiod     | Ämbetsperiod       | Politiskt tillhörighet | Departement                                | Val  | Regering                           | Källor |
| Namn (Född-Död)                                                                    | Namn (Född-Död)           | Bild | Tillträde        | Frånträde        | Varaktighet        | Politiskt tillhörighet | Departement                                | Val  | Regering                           | Källor |
|                                                                                    | Jörgen Andersson (1946–)  |      | 7 oktober 1994   | 6 oktober 1998   | 3 år och 364 dagar | Socialdemokraterna     | Näringsdepartementet Inrikesdepartementet  | 1994 | Carlsson III S Persson S           | [ 1 ]  |
|                                                                                    | Lars Engqvist (1945–)     |      | 6 oktober 1998   | 16 november 1998 | 0 år och 41 dagar  | Socialdemokraterna     | Finansdepartementet                        | 1998 | Persson S                          |        |
|                                                                                    | Lars-Erik Lövdén (1950–)  |      | 16 november 1998 | 21 oktober 2004  | 5 år och 340 dagar | Socialdemokraterna     | Finansdepartementet                        | 1998 | Persson S                          |        |
|                                                                                    | Mona Sahlin (1957–)       |      | 21 oktober 2004  | 6 oktober 2006   | 1 år och 350 dagar | Socialdemokraterna     | Miljö- och samhällsbyggnadsdepartementet   | 2002 | Persson S                          |        |
|                                                                                    | Mats Odell (1947–)        |      | 6 oktober 2006   | 5 oktober 2010   | 3 år och 364 dagar | Kristdemokraterna      | Finansdepartementet                        | 2006 | Reinfeldt M – C – FP – KD          |        |
|                                                                                    | Stefan Attefall (1960–)   |      | 5 oktober 2010   | 3 oktober 2014   | 3 år och 363 dagar | Kristdemokraterna      | Socialdepartementet                        | 2010 | Reinfeldt M – C – FP – KD          |        |
|                                                                                    | Mehmet Kaplan (1971–)     |      | 3 oktober 2014   | 18 april 2016    | 1 år och 198 dagar | Miljöpartiet           | Näringsdepartementet                       | 2014 | Löfven I S – MP                    |        |
|                                                                                    | Per Bolund (1971–)        |      | 18 april 2016    | 25 maj 2016      | 0 år och 37 dagar  | Miljöpartiet           | Näringsdepartementet                       | 2014 | Löfven I S – MP                    | [ 2 ]  |
|                                                                                    | Peter Eriksson (1958–)    |      | 25 maj 2016      | 21 januari 2019  | 2 år och 241 dagar | Miljöpartiet           | Näringsdepartementet                       | 2014 | Löfven I S – MP                    |        |
|                                                                                    | Per Bolund (1971–)        |      | 21 januari 2019  | 5 februari 2021  | 2 år och 15 dagar  | Miljöpartiet           | Finansdepartementet                        | 2018 | Löfven II S – MP                   |        |
|                                                                                    | Märta Stenevi (1976–)     |      | 5 februari 2021  | 30 november 2021 | 0 år och 298 dagar | Miljöpartiet           | Arbetsmarknadsdepartementet                | 2018 | Löfven II S – MP Löfven III S – MP |        |
|                                                                                    | Johan Danielsson (1982–)  |      | 30 november 2021 | 18 oktober 2022  | 0 år och 322 dagar | Socialdemokraterna     | Arbetsmarknadsdepartementet                | 2018 | Andersson S                        |        |
|                                                                                    | Andreas Carlson (1987–)   |      | 18 oktober 2022  |                  | 2 år och 293 dagar | Kristdemokraterna      | Landsbygds- och infrastrukturdepartementet | 2022 | Kristersson M – KD – L             |        |

## Övriga statsråd på bostadsdepartementet
| Nr |  | Titel                       | Titel                      | Tillträdde      | Avgick          | Varaktighet        | Parti | Parti       | Regering              |
| -- |  | --------------------------- | -------------------------- | --------------- | --------------- | ------------------ | ----- | ----------- | --------------------- |
| -  |  | Birgit Friggebo (född 1941) | Biträdande bostadsminister | 8 oktober 1976  | 18 oktober 1978 | 2 år och 10 dagar  |       | Folkpartiet | Fälldin I C – M – FP  |
| -  |  | Georg Danell (född 1947)    | Planminister               | 12 oktober 1979 | 5 maj 1981      | 1 år och 205 dagar |       | Moderaterna | Fälldin II C – M – FP |